# 藓纲
藓纲（學名：Bryopsida）在生物分类学上是苔藓植物门（Bryophyta）中的一个纲。它是苔藓植物门中最大的一纲，包含95%的全部的藓纲物种。它约有15,000种。中国约有500余种。

## 分类
本纲可分为三个亚纲：泥炭藓亚纲仅有一目一科，泥炭藓目（Sphagnales），泥炭藓科（Sphagnaceae），泥炭藓属（Sphagnum），约300余种，多分布于北半球温带地区。中国的主要分布于东北、西北和西南高寒沼泽地区，常见的有泥炭藓。
黑藓亚纲仅有一目一科，黑藓目（Andreaeales），黑藓科（Andreaeaceae），两个属，中国仅有黑藓属（Andreaea），疣黑藓分布于陕西、安徽和福建。
真藓亚纲最大，有12—19目，真藓目（Bryales），是苔藓植物中科、属、种最多的一个目，遍布全世界。中国常见的有葫芦藓。
包含各目如下：

### 泥炭藓亚纲Sphagnopsida
- 泥炭藓目 Sphagnales

### 黑藓亚纲Andreaeopsida
- 黑藓目 Andreaeales

### 真藓亚纲Bryopsida
- 无轴藓目 Archidiales 
  - 无轴藓科 Archidiaceae 
    - 无轴藓属 Archidium Brid.
- 真藓目 Bryales
- 曲尾藓目 Dicranales
- 凤尾藓目 Fissidentaceae
- 葫芦藓目 Funariales
- 紫萼藓目 Grimmiales
- 旋叶藓目 Helicophyllales Stech & Frey, 2008
  - 旋叶藓科 Helicophyllaceae
    - 旋叶藓属 Helicophyllum Brid.
      - Helicophyllum torquatum (Hook.) Brid.
- 油藓目 Hookeriales
- 灰藓目 Hypnales
- 变齿藓目 Isobryales
- 木灵藓目 Orthotrichales
- 丛藓目 Pottiales
- 光藓目
- 羽藓目